# 范维澄
范维澄（1943年1月28日—），生于贵州福泉，原籍湖北鄂州，火灾科学与安全工程专家，中国工程院院士，现任清华大学教授、公共安全研究院院长，中国科学技术大学火灾科学国家重点实验室主任。

## 履历
1965年，毕业于中国科学技术大学。1979年11月至1982年4月，在英国帝国理工学院做访问学者。2001年，当选中国工程院院士。2013年7月16日，获授英国拉夫堡大学名誉博士学位（Honorary Doctor of Technology）。

## 学术腐败
因为三篇署名论文涉嫌抄袭，2007年4月范维澄被中国工程院全院通报。